# Biston pustulata
Biston pustulata là một loài bướm đêm trong họ Geometridae.